# Djingis khans mur

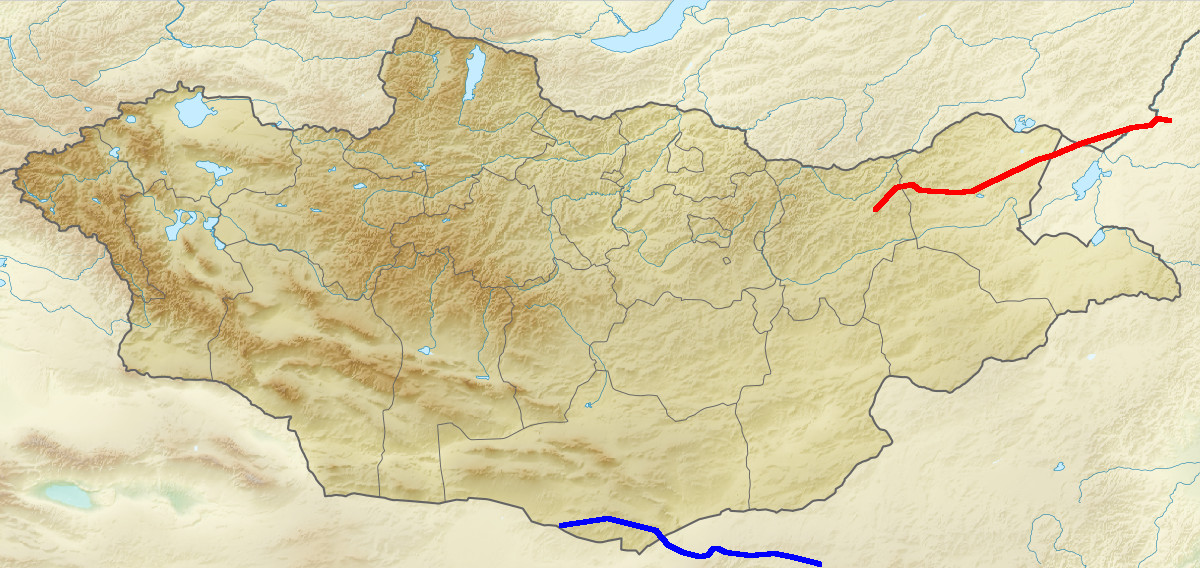
Röd linje markerar Djingis khans mur vid mongoliska stäppen.
Blå linje markerar Djingis khans mur vid södra Gobiöknen.

Djingis khans mur är ett alternativt namn på vissa forna historiska sektioner av kinesiska muren i södra Gobiöknen och Mongoliets stäpplandskap som fått sitt namn efter mongolväldets grundare Djingis khan (1162–1227). Djingis khan uppförde aldrig själv några murar eller permanenta försvarslinjer.
Namnet Djingis khans mur används både i kinesiska, mongoliska och västerländska kartor. I de mongoliska kartorna används ibland ord som "vallar", "åsar", "ryggar" eller "vägar" i stället för "mur".

## Djingis khans mur vid mongoliska stäppen
Den sektionen av muren vid mongoliska stäppen som i vissa sammanhang benämns Djingis khans mur byggdes sannolikt år 1198 av kejsar Jin Zhangzong under Jindynastin som ett försvar som de allt starkare och farligare mongolerna.
Genom århundradena har folket i Inre Mongoliet börjat kalla Jindynastins murar för Djingis khans mur. Inte för att de tror att Djingis khan uppfört muren, utan sannolikt mer för att visa sin beundran och vördnad för honom.
Sektionen sträcker sig från Ergun i Inre Mongoliet nära gränsen till Ryssland och väster ut. Muren följer gränsen mot Ryssland ungefär tills den möter gränsen mot Mongoliet. Därefter fortsätter den väster ut 400 km in i Mongoliet (ca 350 km öster om Ulan Bator). Sektionen är ungefär 700 km lång. Den västra ändpunkten av muren är i närheten av Djingis khans födelseplats, och även nära platsen där Djingis khans grav tros finnas.
Längs muren finns med jämn delning cirkulära och kvadratiska lämningar efter byggnader av jordvallar som kan varit befästningar och / eller övernattningsplatser. Se t ex 49°09′49″N 115°28′07″Ö / 49.16361°N 115.46861°Ö. Resterna av "muren" är en flack vall ungefär 10 meter bred och någon meter hög.

## Djingis khans mur vid södra Gobiöknen
Den sektionen av muren vid södra Gobiöknen som i vissa sammanhang benämns Djingis khans mur anses ofta ha uppförts 102 f.Kr. (alternativt 115 f.Kr.) av kejsar Han Wudi under Handynastin. Kol 14-mätningar av trä och rep hittade kring muren pekar på tiden 1040 till 1160 vilket skulle kunna betyda att Xixia-dynastin antingen byggt muren, alternativt byggt vidare eller renoverat ruinerna från Handynastins mur.
Sektionen går från 150 km nordväst om Hohhot i Inre Mongoliet och väster ut in i Ömnögobi i södra Mongoliet vidare väster ut till gränsen mot Kina ungefär 110 km öster om Ejin. Sektionen är ungefär 700 km lång.
Längs muren finns lämningar av kvadratiska byggnader. Se t ex 41°48′47″N 106°08′44″Ö / 41.81306°N 106.14556°Ö Spåren av denna mur är idag på många ställen i form av en flack vall med en höjd på ungefär en meter och några meter bred. På vissa ställen är den högre, och den tros ha varit mer än två meter hög när den var nybyggd.
En överlag avfärdad teori, men som ibland framförs av mongoler, är att denna muren skulle vara uppförd av Djingis khans son Ögödei (r. 1229–1241) för att hålla vilda djur kvar i Mongoliet. Denna teori bygger på Ögödeis berättelser om hans misstag i livet som beskrivs i krönikan Mongolernas hemliga historia: "[...] I had fences and walls constructed [...] ".

## Djingis khans mur i västra Mongoliet
Även utanför Chovd i västra Mongoliet finns lämningar av en mur som benämns Djingis khans mur. Denna mur går från området norr om Chovd och vidare mor nordväst.